# Rhynchoribates ecuadoriensis
Rhynchoribates ecuadoriensis är en kvalsterart som beskrevs av P. Balogh 1988. Rhynchoribates ecuadoriensis ingår i släktet Rhynchoribates och familjen Rhynchoribatidae. Inga underarter finns listade i Catalogue of Life.